# 項熙
項熙（1496年—？），字朝載，浙江台州府臨海縣人，民籍，明朝政治人物。

## 生平
正德十四年（1519年）己卯科浙江鄉試第二十一名舉人。正德十六年（1521年）中式辛巳科會試第三百四十五名，登第三甲第一百二十二名進士。年少觀正，得賜金燈。歸鄉娶親，未仕卒。

## 家族
曾祖項彥遠；祖父項文達；父項匡，曾任南京太常寺博士。母周氏。慈侍下。兄项鳌（贡士）、弟项廉。